# Norwalk (Connecticut)
Norwalk ist eine Stadt im Fairfield County im US-amerikanischen Bundesstaat Connecticut. Die Stadt liegt zirka 70 km nordöstlich von New York City und gehört zur New York Metropolitan Area. Das U.S. Census Bureau hat bei der Volkszählung 2020 eine Einwohnerzahl von 91.184 ermittelt.

## Geschichte
Daniel Patrick erwarb 1640 die Gebiete westlich des Norwalk River und östlich des Five Mile River. 1641 kaufte Roger Ludlow die Gebiete östlich des Norwalk River von Häuptling Mahackemo der Norwaake-Indianer. Die Besiedlung von Norwalk erfolgte 1649. Während des 19. und frühen 20. Jahrhunderts war Norwalk eine wichtige Eisenbahnstation der New York, New Haven and Hartford Railroad.

## Bevölkerungsentwicklung
- 1980 – 77.767
- 1990 – 78.331
- 2000 – 82.951
- 2010 – 85.603
- 2020 – 91.184

## Sehenswürdigkeiten

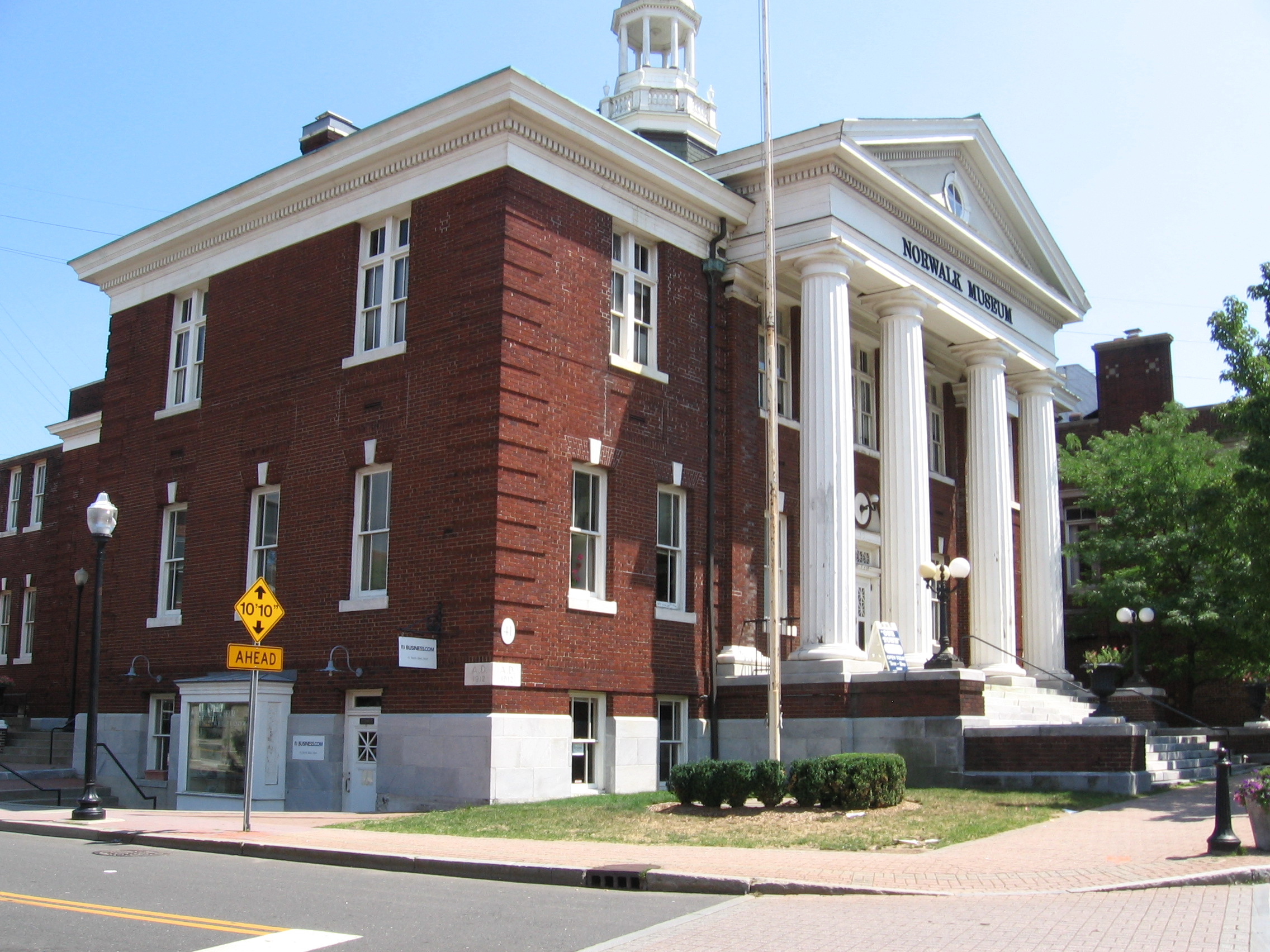
Früheres Rathaus

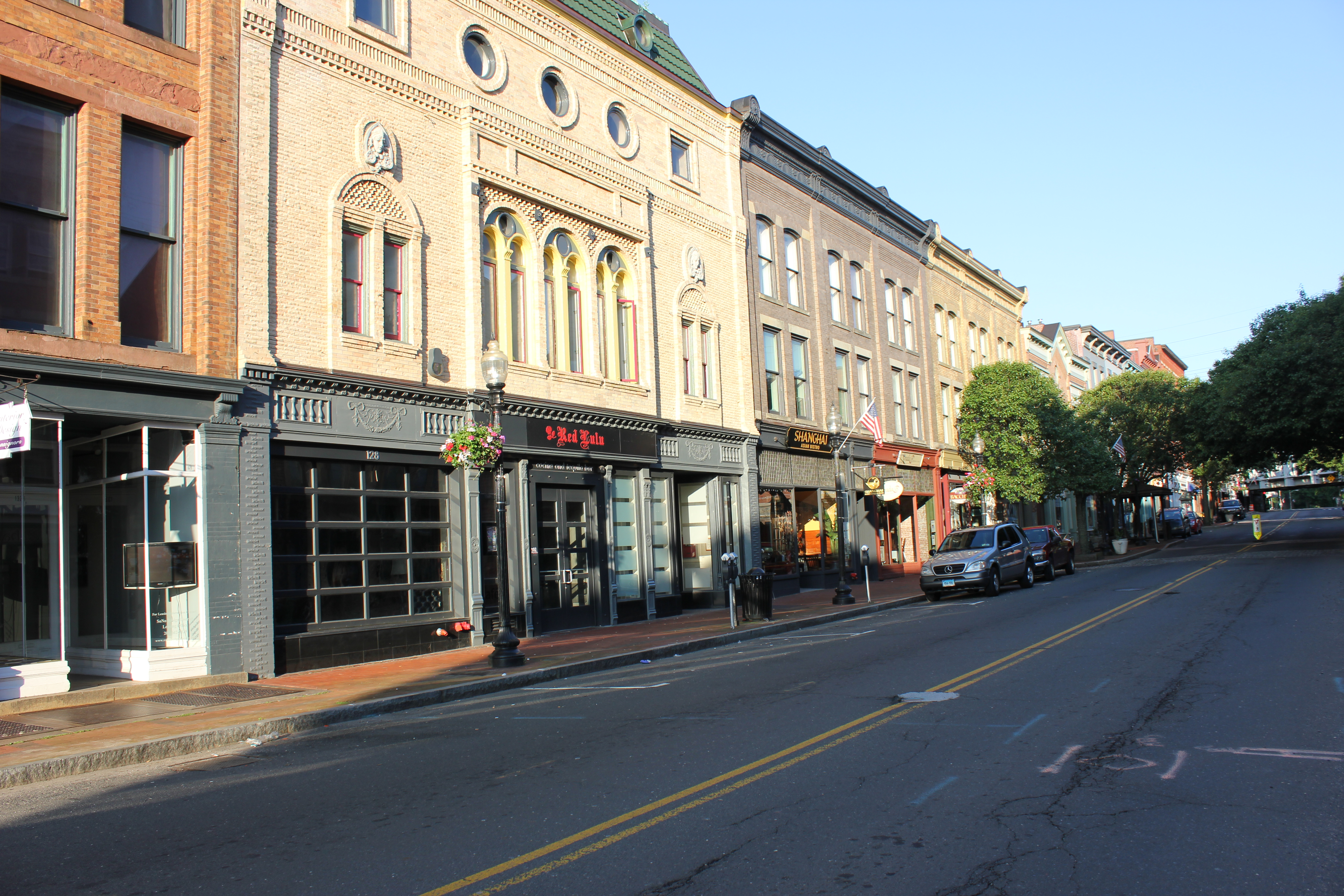
Washington Street in South Norwalk

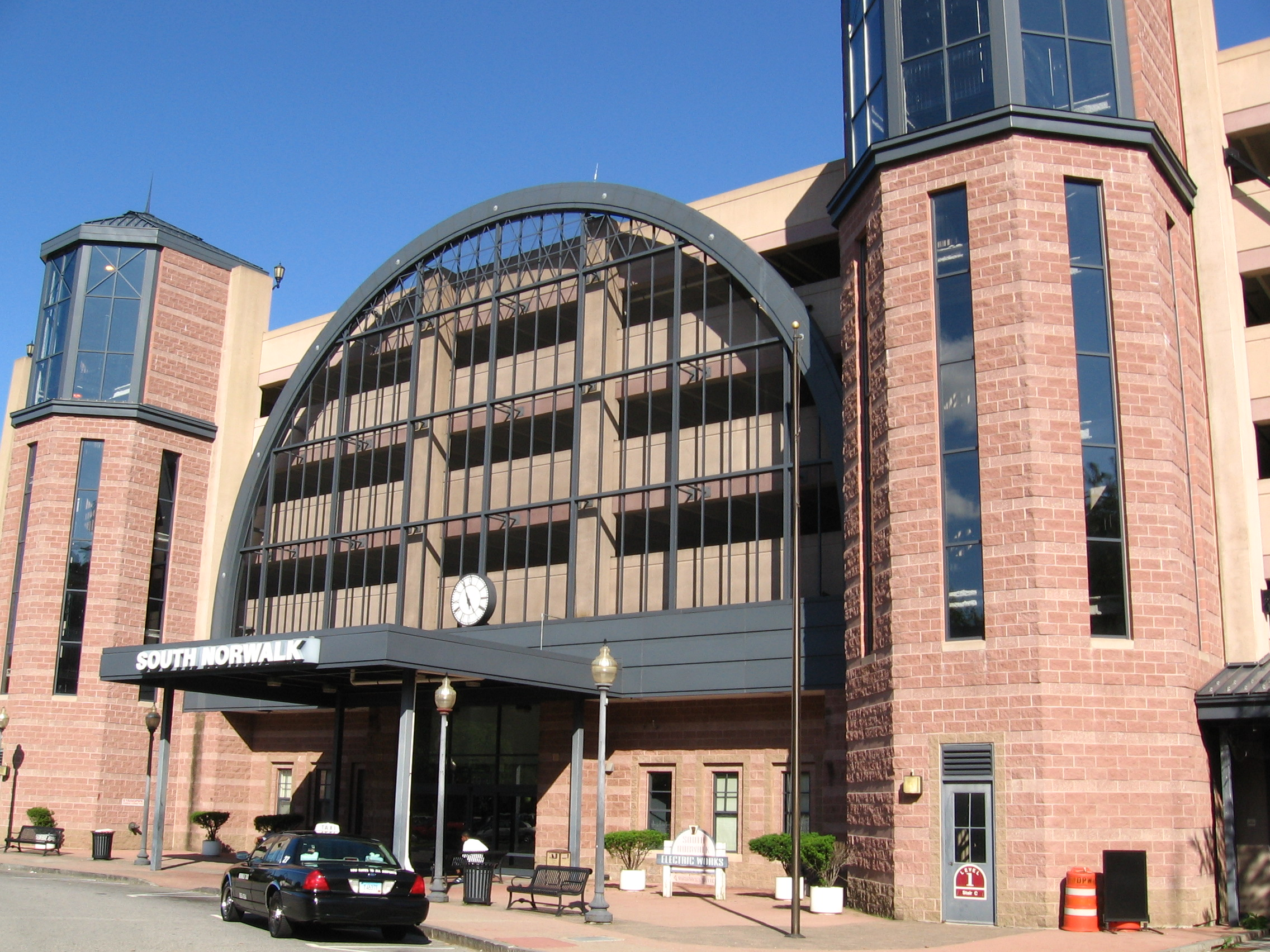
Westeingang des South Norwalk Bahnhof

Lockwood-Mathews Mansion wurde 1868 durch den Tycoon LeGrand Lockwood errichtet, der aus Norwalk stammte. Das Haus dient heute als Museum.

## Wirtschaft und Verkehr
In Norwalk befindet sich die Konzernzentrale von Xerox. Des Weiteren befindet sich der Sitz des FASB in Norwalk.
Die Stadt verfügt über vier Bahnhöfe: Rowayton, South Norwalk, East Norwalk und Merritt 7, die durch die Metro-North Railroad angefahren werden.

## Söhne und Töchter der Stadt
- Thomas Fitch (um 1696–1774), britischer Politiker und Gouverneur der Colony of Connecticut zwischen 1754 und 1766
- Thaddeus Betts (1789–1840), Politiker
- George O. Belden (1797–1833), Jurist und Politiker
- LeGrand Lockwood (1820–1872), Unternehmer und Bankier
- Nelson Taylor (1821–1894), Offizier, Jurist und Politiker
- William Thomas Clark (1831–1905), Offizier und Politiker
- James W. Hyatt (1837–1893), Bankier, Geschäftsmann und Regierungsbeamter
- Isaac Hollister Hall (1837–1896), Orientalist, Bibelforscher und Epigraphiker
- James O’Donnell (1840–1915), Politiker
- William Laurence Tierney (1876–1958), Politiker
- Edward Calvin Kendall (1886–1972), Biochemiker
- Brien McMahon (1903–1952), Politiker
- Horace McMahon (1906–1971), Schauspieler
- Sloan Wilson (1920–2003), Schriftsteller
- Horace Silver (1928–2014), Jazzpianist und -komponist
- Bob Miller (1929–2006), American-Football-Spieler
- Joseph Renzulli (* 1936), Bildungswissenschaftler
- Bob Grumman (1941–2015), Dichter und Kolumnist
- John Simon (* 1941), Rock-Produzent, -Pianist und -Keyboarder
- George P. Smith (* 1941), Chemiker
- Malcolm M. B. Sterrett (* 1942), Regierungsbediensteter
- Jo Ann Simon (* 1946), Autorin
- Harry Rilling (* 1947), Politiker
- Calvin Murphy (* 1948), Basketballspieler
- David Sloan Wilson (* 1949), Evolutionsbiologe
- Roger Stone (* 1952), Politikberater und -stratege (Spin-Doctor)
- Daniel Thomas Barry (* 1953), Astronaut der NASA
- Terry Swartzberg (* 1953), Wirtschaftsjournalist und PR-Berater
- Joe Coleman (* 1955), Maler
- Tad Shull (* 1955), Jazz-Tenorsaxophonist
- Bill Bickford (* 1956), Jazzmusiker
- Brian Basset (* 1957), Comiczeichner
- Abigail Thompson (* 1958), Mathematikerin
- Vince Mendoza (* 1961), Jazzmusiker, Arrangeur und Komponist
- Roger Bart (* 1962), Schauspieler
- D. J. Caruso (* 1965), Regisseur
- Scott Sharp (* 1968), Autorennfahrer
- Cecily von Ziegesar (* 1970), Schriftstellerin
- Travis Simms (* 1971), Boxer und zweifacher WBA-Weltmeister im Halbmittelgewicht
- Lynsey Addario (* 1973), Fotojournalistin, Gewinnerin des Pulitzer-Preises 2009
- Jesse Bradford (* 1979), Schauspieler
- Daniel Walsh (* 1979), Ruderer
- Megan Henry (* 1987), Skeletonpilotin
- Brock Coyle (* 1990), American-Football-Spieler
- Mark Vientos (* 1999), amerikanischer Baseballspieler
- Dixie D’Amelio (* 2001), Sängerin und Influencerin
- Mac Forehand (* 2001), Freestyle-Skier
- Peyton McNamara (* 2002), jamaikanische Fußballspielerin